# By the People, for the People
By the People, for the People je druhé kompilované album skupiny Mudvayne a její páté album celkově. Bylo vydáno 27. listopadu 2007 u Epic Records.
Na albu se nachází převážně live, demo a nevydané skladby z šuplíku, ale také dvě nové skladby : Dull Boy, která se posléze objevila i na aktuálním albu The New Game a King of Pain, cover kapely Police. K písni Dull Boy byl také posléze natočen videoklip.
Desky se v prvním týdnu vydání prodalo zhruba 22,000 kousků v USA, což je na kampilaci dobrý výsledek. Tím si Mudvayne zasloužili ocenění 55. příčkou v U.S. Billboard 200.

## Zajímavosti
- Tracklist alba nevybírala kapela samotná, nýbrž její fanoušci.
- Ke každé písni na albu namluvil Chad Gray intro, ve kterém posluchače informuje, kdy, kde a jak daný song vznikl.

## Tracklist
| Pořadí | Název                           | Délka |
| ------ | ------------------------------- | ----- |
| 1.     | Album Intro                     | 0:11  |
| 2.     | Dig (Intro)                     | 0:13  |
| 3.     | Dig                             | 4:28  |
| 4.     | Silenced (Intro)                | 0:20  |
| 5.     | Silenced (Demo)                 | 2:59  |
| 6.     | Dull Boy (Intro)                | 0:19  |
| 7.     | Dull Boy                        | 4:15  |
| 8.     | Death Blooms (Intro)            | 0:23  |
| 9.     | Death Blooms (Demo)             | 4:24  |
| 10.    | Fall into Sleep (Intro)         | 0:25  |
| 11.    | Fall into Sleep (Demo)          | 3:41  |
| 12.    | Not Falling (Intro)             | 0:30  |
| 13.    | Not Falling (Demo)              | 4:03  |
| 14.    | -1 (Intro)                      | 0:19  |
| 15.    | -1 (Live)                       | 4:49  |
| 16.    | Happy? (Intro)                  | 0:08  |
| 17.    | Happy? (Demo)                   | 3:43  |
| 18.    | (Per)Version of a Truth (Intro) | 0:28  |
| 19.    | (Per)Version of a Truth (Demo)  | 4:41  |
| 20.    | World So Cold (Intro)           | 0:05  |
| 21.    | World So Cold (Live)            | 6:20  |
| 22.    | On the Move (Intro)             | 0:08  |
| 23.    | On the Move                     | 3:55  |
| 24.    | Goodbye (Intro)                 | 0:13  |
| 25.    | Goodbye                         | 6:42  |
| 26.    | Skrying (Intro)                 | 0:13  |
| 27.    | Skrying (Demo)                  | 5:11  |
| 28.    | All That You Are (Intro)        | 0:07  |
| 29.    | All That You Are (Demo)         | 4:48  |
| 30.    | Forget to Remember (Intro)      | 0:16  |
| 31.    | Forget to Remember (Acoustic)   | 3:38  |
| 32.    | King of Pain (Intro)            | 0:20  |
| 33.    | King of Pain (The Police cover) | 4:36  |